# Orthonyx hypsilophus
Orthonyx hypsilophus – gatunek wymarłego ptaka z rodziny ziemnodrozdów (Orthonychidae). Opisany w 1985 roku na podstawie miednicy odnalezionej w Green Waterhole Cave w Australii Południowej. Nie ustalono okresu, z którego pochodzi skamielina.
Holotyp stanowi niekompletna miednica, zebrana przez R. Wellsa w 1979 roku. Zachowane części to synsakrum, kości biodrowe oraz większość kości miednicznej. Całkowita długość synsakrum wynosi 31,5 mm (więcej niż u pozostałych ziemnodrozdów), a odległość między panewkami stawu biodrowego 21,1 mm.
Od pozostałych wróblowych występujących w Australii, ziemnodrozdy odróżnia budowa grzebienia kości biodrowej (ang. iliac crest).